# Janina Jasinska-Luterek
Janina M. Jasinska-Luterek, född 21 juli 1925 i Tomaszów Mazowiecki, död 18 februari 2018, var en polsk konstnär. 
Jasinska-Luterek var under åren 1943–1945 soldat i AGM / AK med smeknamnet Nike. Hon studerade konst vid Akademii Sztuk Pieknych w Warszawie där hon avlade examen 1953. Hon medverkade regelbundet i polska nationella samlingsutställningar anordnade av olika konstföreningar 1953–1967 och på konstfestivaler i Gdansk och Szczecin. Jasinska-Luterek var bosatt i USA 1968–1970 och i Sverige 1971–2002 innan hon bosatte sig i Frankrike. Separat ställde hon bland annat ut på Galleri Gula Paviljongen i Stockholm, Gallery Falsted i Köpenhamn, Olle Olsson museet i Solna, Drian Galleries i London och på Polska institutet i Stockholm. Jasinska-Luterek medverkade i grupp- och samlingsutställningar på bland annat Upplands museum, Museo Español de Arte Contemporáneo i Madrid, Laholms teckningsmuseum och Exposition Internationale d'Art Contemporain i Monte Carlo. Hon tilldelades Solna kommuns kulturstipendium 1982 och Svenska konstnärernas förenings stipendium 1997. Hennes konst består av oljemålningar och teckningar. Jasinska-Luterek är representerad i ett flertal svenska kommuner.